# Лапчатка пепельная
Лапча́тка пе́пельная, или Лапча́тка песча́ная (лат. Poténtilla incána, syn. Potentílla arenária), — многолетнее травянистое растение, вид рода Лапчатка семейства Розовые.

## Описание

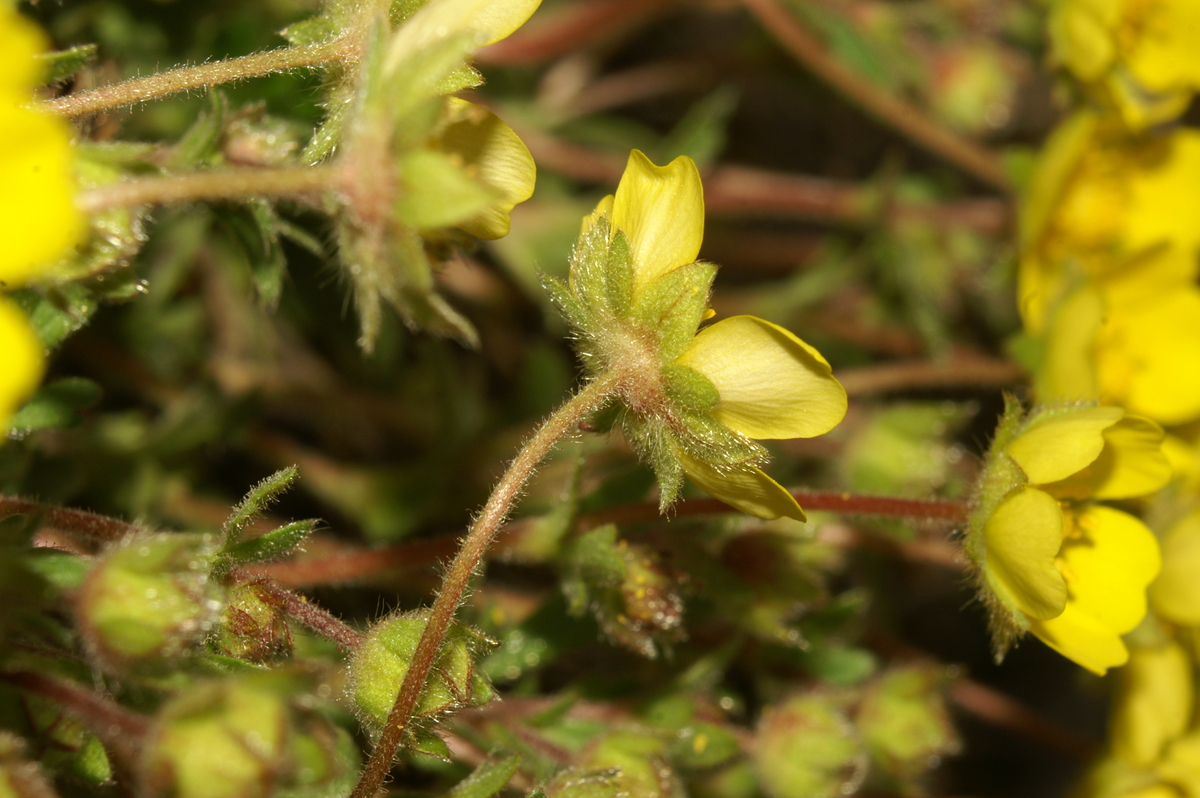
Чашечка цветка

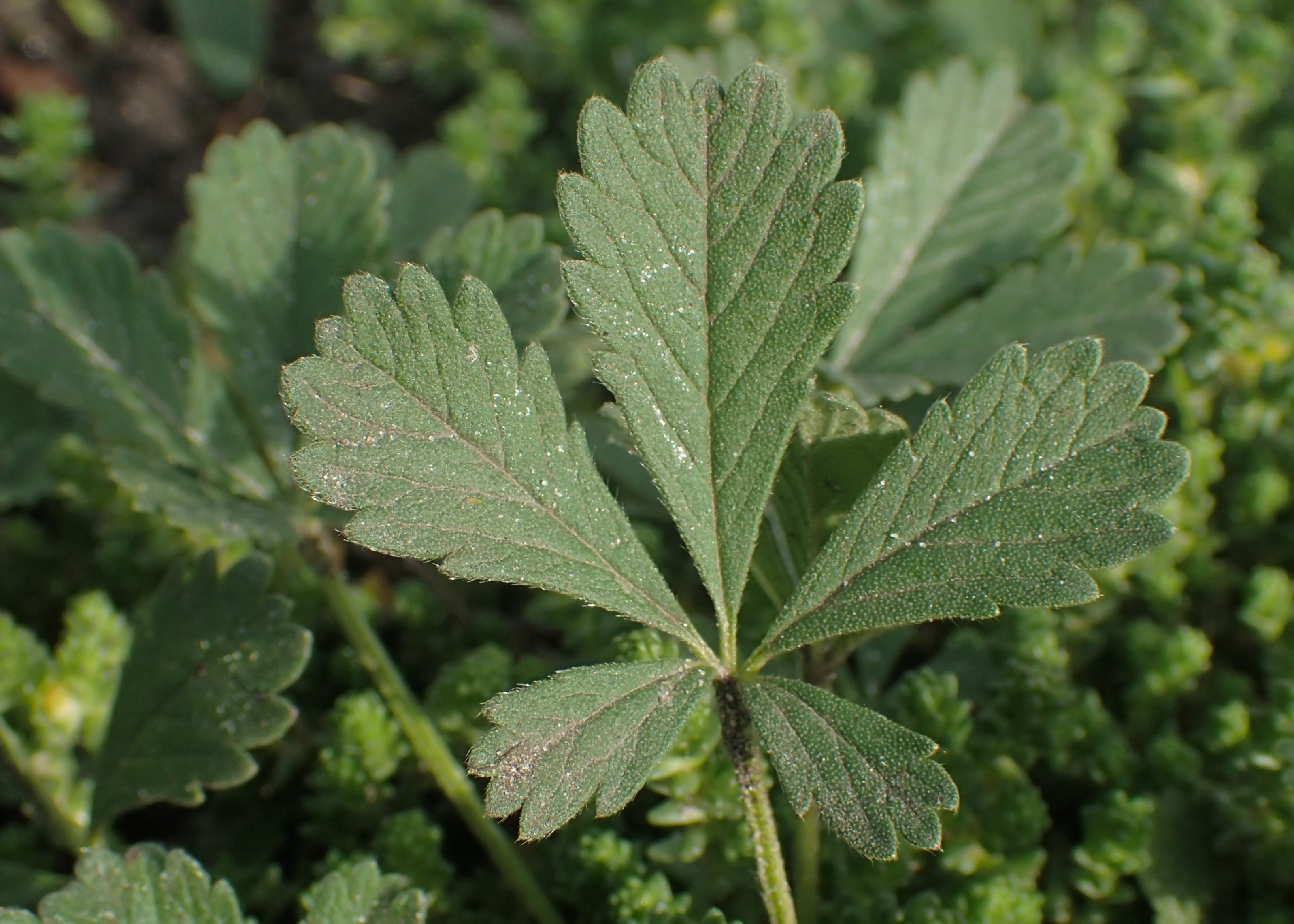
Лист

Растение с коротким ползучим корневищем. Прикорневые листья пальчатые из 5 (реже — из 3 или 7) листочков обратноклиновидной формы с небольшой зубчатостью по краю, собраны в прикорневую розетку на укороченном побеге. Сверху сизо-зелёные от густого опушения звёздчатыми и простыми волосками, снизу беловойлочные. Стебли тонкие, полегающие, с несколькими цветками и немногочисленными листьями, которые по весне короче соцветий, но летом их перерастают. Соцветия пазушные, могут быть распростёртыми по земле или восходящими. Цветки ярко-жёлтого цвета, 1—1,5 см в диаметре, на тонких цветоносах. Чашелистики образуют два круга, внутренние короче наружных. Лепестки длиннее чашелистиков. Тычинки многочисленные, на тонких нитях. Плоды яйцевидные, морщинистые.
Число хромосом: 2n = 28 или 35.

## Распространение и экология
Растёт на сухих лугах на песчаной почве и опушках сосняков с открытым песчаным грунтом или разреженным травостоем. Цветёт в конце апреля — начале мая, плодоносит в июне — июле. Размножается семенами и корневищами.
В России встречается преимущественно в черноземье в Европейской части, отмечена на Кавказе и Южном Урале. За рубежом встречается в Центральной и Восточной Европе.
Лапчатка песчаная — европейско-континентальное растение. Западная граница проходит от Эльзаса до долины реки Наэ. На севере граница проходит через низменности на севере Германии до юга Швеции и стран Прибалтики. На юге граница проходит от Базеля по Рейну до Боденского озера, далее от Австрии через Венгрию и страны бывшей Югославии до Чёрного моря (берега Болгарии).

## Охранный статус
Растение внесено в Красные книги Псковской, Рязанской, Владимирской (2018) и Калужской областей.